# Ai ai gasa

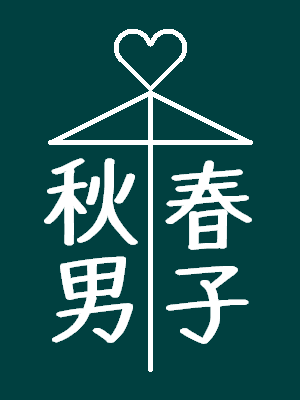
Rappresentazione di un Ai ai gasa, un ombrello stilizzato sotto al quale sono scritti i nomi degli innamorati

Nella cultura giapponese l'Ai ai gasa (相合傘?) (letteralmente condividere un ombrello) è il simbolo degli innamorati, equivalente ai cuori trafitti da una freccia in uso nel mondo occidentale. Viene rappresentato come un ombrello stilizzato, sotto al quale possono essere scritti i nomi dei due innamorati.

## Origine
In Giappone, prima dell'era moderna, i rituali di corteggiamento erano molto rigidi. Per una ragazza non fidanzata era ritenuto sconveniente farsi vedere in pubblico in compagnia di un uomo che non fosse un parente (padre o fratello) e per questo motivo i giovani non avevano la possibilità di frequentare la ragazza che amavano.
Il clima giapponese è caratterizzato da una lunga stagione delle piogge (conosciuta come tsuyu (梅雨)), durante la quale è indispensabile uscire di casa portandosi dietro un ombrello (kasa (傘)). Gli innamorati ricorsero allora ad uno stratagemma: stare insieme ad una ragazza riparandola dalla pioggia con il proprio ombrello era un comportamento galante ed accettabile, che dava ai due la possibilità di rimanere da soli ed iniziare a frequentarsi. Il gesto di condividere l'ombrello prese così una connotazione romantica, e ben presto l'ombrello divenne il simbolo utilizzato per indicare una coppia di innamorati.